# Paper Mario: Color Splash
Paper Mario: Color Splash (ペーパーマリオ カラースプラッシュ, Pēpā Mario Karā Supurasshu), lit. "Paper Mario: Esquitxada de color", és un videojoc d'acció-aventura i de rol en desenvolupament per a Wii U, i serà la cinquena entrega de la sèrie Paper Mario. Va ser oficialment anunciat al Nintendo Direct del 3 de març de 2016, i el joc sortirà el 7 d'octubre de 2016 a Amèrica del Nord i Europa i un dia després a Australàsia.

## Jugabilitat
L'aventura utilitza diversos elements de Paper Mario: Sticker Star (3DS), com el sistema de progressió basat en un mapa del món i el retorn dels atacs "cosa", que reprodueixen objectes del món real en forma de paper. També tenim la presentació d'un nou aliat per a Paper Mario, anomenat Huey ("Baldo" a Espanya), una galleda de pintura flotant amb ulls. Les batalles adopten el tradicional sistema d'atacs per torns, però aquest cop serà necessari pintar les cartes a la pantalla del Wii U GamePad i després "llençar-les" a la pantalla del televisor per executar-les; no obstant, hi ha un límit de cartes a utilitzar i poden ser més o menys potents segons el tipus de batalla. Amb una carta Salt es pot donar una puntada als Koopas en forma de closca, amb una carta Martell es poden infligir danys a un grup d'enemics si són a prop els uns dels altres, i amb una carta Extintor es poden apagar les flames del Martell de foc del cap Morton, per exemple. O bé si utilitzem una carta aconseguida rebregant un gat de la sort aconseguirem un atac "cosa" (que compten amb divertides animacions quan s'activen) que aixafarà els enemics. També es poden fer servir les cartes d'enemic perquè les tropes d'en Bowser de posin del costat d'en Mario durant el combat.
Serà possible aconseguir un munt de cartes diferents al joc, i conforme se segueixi l'aventura, s'augmentarà el nombre de cartes que es podran utilitzar a cada torn a les batalles. Les cartes permeten que en Paper Mario executi diversos tipus d'atac, incloent llançament de boles de foc i un "salt de propulsió" que permet atacar els enemics per molts cops consecutius d'un sol cop. Per activar els efectes de cada carta, és necessari utilitzar l'estoc de tinta dels colors blau, vermell i groc del jugador; el nivell de tintes augmenta recollint la tinta d'enemics derrotats o encertant elements específics dels nivells amb el seu martell.
Paper Mario: Color Splash té trenta nivells diferents. Per obrir-ne de nous, s'han de recollir Mini Paint Stars ("petites estrelles de tinta"). Cadascun inclou una o més Big Paint Stars ("Grans estrelles de tinta") per ser recollides; el nombre d'"estrelles" que es recullen determina quin serà el proper món a l'obrir-se al mapa general. Cada nivell inclou desafiaments diferents; un d'ells pot estar enfocat en batalles, l'altre en resoldre enigmes, i hi ha llocs on s'haurà de demostrar habilitat en salts de plataforma. Durant l'aventura, el jugador ha de rescatar alguns Toads del Rescue Squad V, i involucrar-se en divertits i variats esdeveniments, com participar en un ou o cuinar la carn perfecte, per exemple.
El joc també inclou Action Commands: es tracta de prémer els botons del Wii U GamePad en el moment correcte al mig del combat, que pot infligir majors danys als adversaris o bloquejar els seus atacs. Paper Mario utilitza el seu "martell pinzell" per acolorir amb tinta els escenaris, uns escenaris que, tot i ser en paper, són en 3D, i lliscant entre les ombres és possible trobar objectes amagats.
Un moviment semblant a la "paperització" de Paper Mario: Sticker Star apareixerà en aquest joc, amb el nom de "cutout power" ("recorte" en castellà). Útil en situacions en el que és impossible accedir a un lloc, com per exemple si és culpa d'una escala ensorrada, consisteix en transformar el camp en un full de paper, en el que s'ha de tallar el paper per la línia de punts i així en Mario es podrà desplaçar sense problemes per la dimensió alternativa a l'altre costat del paper. També existeix l'habilitat "unfurl", accionada quan en Paper Mario colpega un bloc vermell amb els senyals "!?", que permet al personatge brillar per vint segons i permetre'l trobar algun element de l'escenari amb un bloc idèntic, fer-li un cop de martell i aleshores "desplegar" un nou camí per avançar a l'aventura.
El joc també és compatible amb Off-TV Play, és a dir, jugar només amb el Wii U GamePad. Al joc es poden veure arts conceptuals de diversos personatges que mostren com van ser durant el seu procés de desenvolupament.

## Argument
La història comença una nit de tempesta, on en Mario es troba a la Princesa Peach i a en Toad a la porta. Sorprenentment, els deixa entrar i rep una carta misteriosa, que resulta ser un Toad sense colors. El segell envia a Mario i companyia la Prism Island ("Isla Prisma"), però es troben que té tots els seus colors exhaurits. Aleshores es troben a en Huey, i tant ell com en Mario hauran de col·laborar per trobar les estrelles iris perdudes i descobrir qui és al darrere, encara que sembla que un Shy Guy xuclador n'és el culpable.

## Desenvolupament

El logotip de Paper Mario: Color Splash.

La idea per començar a desenvolupar va sorgir després que l'equip acabés de treballar en Paper Mario: Sticker Star, llançat a finals de 2012 per a 3DS, i la intenció era utilitzar els propis recursos de la Wii U. Segons ha explicat la productora Risa Tabata, la intenció al principi era utilitzar cartes, diferenciant als originals Paper Mario, però van acabar decidint que el que definitiva la sèrie no només eren els elements de videojocs de rol -del que ja se n'encarrega la sèrie Mario & Luigi, si no de resoldre trencaclosques i esdeveniments divertits. La desenvolupadora també ha explicat que Paper Mario: Color Splash comptarà amb una història més aprofundida comparada amb la del seu predecessor. També ha dit que el desenllaç del joc serà molt emotiu.
Va ser anunciat al Nintendo Direct del 3 de març de 2016, encara que la bloguera nord-americana Emily Rogers anticipés el seu anunci tres mesos abans. A l'E³ 2016 es va revelar que el joc sortiria el 7 d'octubre de 2016 a Amèrica del Nord i Europa i un dia després a Australàsia. Al Nintendo 3DS Direct de l'1 de setembre de 2016 es va anunciar que el joc sortiria el 13 d'octubre al Japó.
En una entrevista a GameSpot, Risa Tabata va explicar que la intenció era de portar les coses més esbojarrades possibles, ja que els plataformes de Mario no acostumen a tenir aquest bon humor que caracteritza la sèrie Paper Mario. També va parlar de les cartes, els nivells i que l'equip artístic va intentar que els escenaris "semblin fets de paper, utilitzant cartolina com a base i afegint capes de diferents tipus de papers per crear els escenaris". El joc va ser ensenyat a l'esdeveniment britànic Hyper Japan Festival 2016 que va tenir lloc del 15 al 17 de juliol, i del qual el web Nintendo Everything en va publicar un vídeo de jugabilitat.
El 23 de setembre Nintendo va obrir la possibilitat de predescarregar (que consisteix en comprar el joc per avançat i rebre la major part dels arxius fins al dia que surt en què s'aconsegueix l'altra part) el joc a la eShop americana, però aparentment es tractava de la versió sencera del joc que ja es podia iniciar. Poc després Nintendo va retirar el joc dels seus servidors. Qüestionats per la pàgina web Kotaku, Nintendo va declarar al respecte assenyalant que la data de llançament del joc oficial continuaria sent la del 7 d'octubre.

## Recepció

### Pre-llançament
Després d'anunciar-se, Paper Mario: Color Splash va rebre majoritàriament recepció negativa dels fans de la sèries, que van criticar el joc per seguir massa l'estil de jugabilitat utilitzat a Sticker Star, que estava menys enfocat en elements de rol, història i no tenia personatges originals, en comptes de fer tornar l'estil de jugabilitat del primer Paper Mario i The Thousand-Year Door. Alhora va sorgir una petició a Change.org demanant la cancel·lació del joc, semblant al que va passar amb Metroid Prime: Federation Force. Nick Pino del web TechRadar va descriure la petició com "un espantós exemple de la velocitat i la duresa en què jutgem els jocs dels que gairebé no en sabem res".

### Màrqueting
Les persones que van reservar el joc a la botiga online britànica de Nintendo van poder rebre un clauer del Xampinyó i uns adhesius temàtics del joc. Nintendo també va oferir ofertes semblants a botigues europees.
Durant setmanes anteriors al llançament Nintendo va anar penjant capítols d'una sèrie anomenada "Rescue Squad V", que segueix les aventures del grup dins el joc sobre com ajuden a en Mario durant la seva aventura.